# Leonard Mlodinow
Leonard Mlodinow (* 26. listopadu 1954 Chicago) je americký fyzik a spisovatel populárně-naučné literatury.
Jeho rodiče byli přeživší holokaustu, jeho otec strávil více než rok v koncentračním táboře Buchenwald. Mlodinow se v mládí zajímal o matematiku a chemii, ale po přečtení knihy Feynmanovy přednášky z fyziky Richarda Feynmana se jeho zájem přesunul na fyziku. Podílel se na několika fyzikálních objevech v oboru kvantové mechaniky. Svět fyziky popularizuje laické veřejnosti. Jeho koníčkem je psaní, je spoluautorem scénářů k seriálům Star Trek, McGyver či polodokumentárnímu filmu Beyond the Horizon.
Zimu roku 1973 strávil v kibucu v Izraeli na úpatí kopců poblíž Jeruzaléma. Večer tam nebylo moc zábavy a tak se mu dostala do ruky kniha Povaha fyzikálních zákonů od Richarda Feynmana. Tato kniha okouzlila a tak si přečetl další tři knihy, které byly v místní knihovničce - třídílné Feynmanovy přednášky z fyziky. Po návratu do Chicaga byl rozhodnutý studovat fyziku. (Tu knihu o povaze zákonů si odvezl domů výměnou za staré džíny.)
V roce 1981 nastoupil na Caltech, kde strávil dva roky. Pracovnu měl kousek od dvou nositelů Nobelovy ceny za fyziku - Dick Feynman a Murray Gell-Mann.

## Dílo
- Eukleidovo okno: Příběh geometrie od rovnoběžek k hyperprostoru (Euclid's Window: the Story of Geometry from Parallel Lines to Hyperspace, 2001)
- Feynmanova duha: Hledání krásy ve fyzice a v životě (Feynman's Rainbow: a Search for Beauty in Physics and in Life, 2003)
- The Kids of Einstein Elementary: The Last Dinosaur, spolu s Mattem Costellem and Joshem Nashem (2004)
- The Kids of Einstein Elementary: Titanic Cat, spolu s Mattem Costellem and Joshem Nashem (2004)
- Stručnější historie času (A Briefer History of Time, 2005), spolu se Stephenem Hawkingem
- Život je jen náhoda (The Drunkard's Walk: How Randomness Rules our Lives, 2008)
- The Grand Design (2010), spolu se Stephenem Hawkingem
- Stephen Hawking: A Memoir of Fiendship (2020, česky Paměti o přátelství a fyzice, přel. Václav Pavlík, Slovart 2020)